# Haplogroupe G

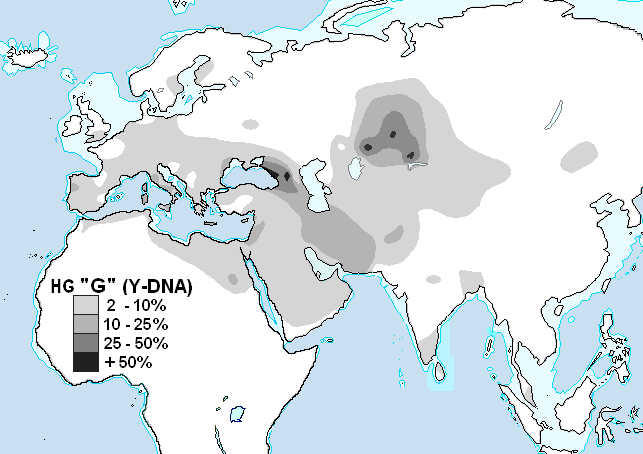
Distribution approximative de l'haplogroupe G (ADN-Y)

En génétique humaine, l’haplogroupe G (M201) est un haplogroupe du chromosome Y. L'haplogroupe G est assez rare de manière générale (généralement entre 1 % et 10 % dans l'Ancien Monde), mais un peu plus fréquent dans certaines régions d'Europe (principalement en Europe du Sud et dans les Alpes), dans le Caucase, en Iran, en Asie centrale, et dans une moindre mesure en Afrique du Nord.

## Origine
L'haplogroupe G descend du macro-haplogroupe F, qui était déjà un clade eurasiatique. L'haplogroupe F a produit une branche principale, le clade IJK, auquel appartiennent 80 % des Européens, le clade H, et un autre clade, G, formé il y a environ 48 000 ans, probablement au Moyen-Orient, de l'Anatolie à l'Iran en passant par le Caucase.
L'haplogroupe G se divise en deux branches, G1 et G2.

## Branche G1

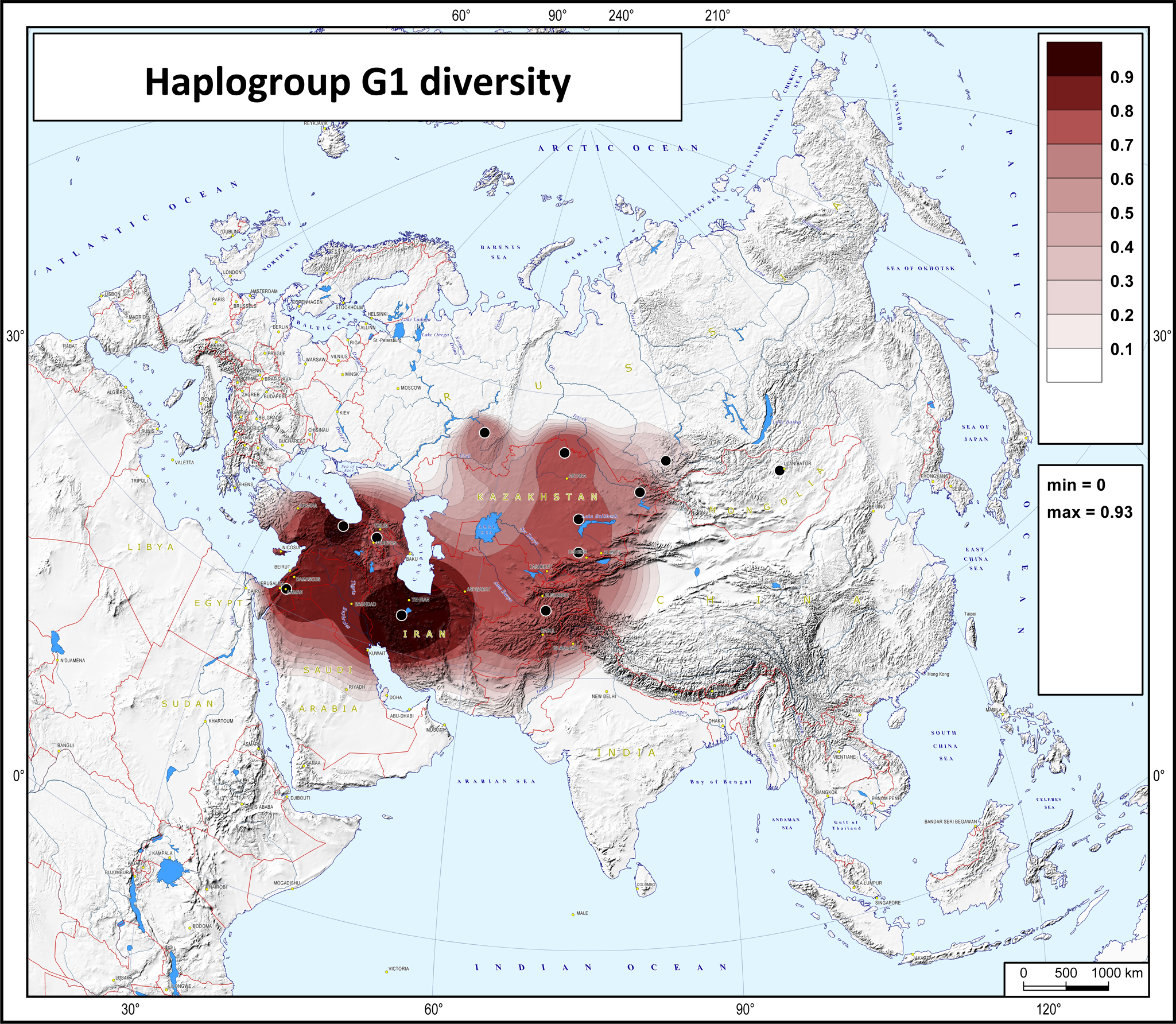
Distribution du sous-groupe G1 (ADN-Y)

La branche G1 (M285+ ou M342+) est probablement apparue dans la région iranienne il y a environ 26 000 ans. On la trouve aujourd'hui surtout en Iran, en Asie centrale (notamment au Kazakhstan) et chez des juifs ashkénazes. Elle atteint un pic dans la population madiar du Kazakhstan. D'autres pics de fréquence existent, d'une part dans le nord du Kazakhstan (> 80 %), de l'autre en Arménie (> 42 %). Au Kazakhstan, on trouve l'haplogroupe G1 notamment chez les Argyns (environ 500 000 personnes). En Arménie, l'haplogroupe G1 est particulièrement représenté chez les Hémichis.
G1 a parfois été trouvée en de très rares cas en Europe, Grande-Bretagne ou encore Allemagne. En plus d'une origine juive, une éventuelle descendance de mercenaires scythes a été proposée pour l'expliquer.

## Branche G2
La branche G2 (P287+) est associée aux premiers agriculteurs d'Anatolie du Sud-Est. G2 se divise elle-même en deux sous-branches, G2a et G2b.

### Sous-branche G2a
Les spécimens les plus anciens identifiés de l'haplogroupe G2a (P15+) proviennent principalement d'Anatolie, l'une des régions considérées comme le berceau de l'agriculture néolithique. Ainsi, sur le site de Boncuklu Höyük, un individu daté entre 8300 et 7600 av. J.-C. a été identifié comme appartenant à la lignée G2a2b2b
L'haplogroupe G2a était le groupe dominant parmi les premiers agriculteurs du Néolithique qui s'étendirent d'Anatolie vers l'Europe entre 7000 et 6000 av. J.-C.. Les résultats des études génétiques suggèrent que les sous-groupes de G2a étaient fréquents dans les populations néolithiques du VIe au IVe millénaire av. J.-C. en Europe,.
De nos jours, G2a subsiste en plus grande proportion dans le Caucase, dans certaines régions montagneuses du Sud de l'Europe : Apennins (15 à 25 % de la population), Sardaigne (12 %), Cantabrie (10 %), Asturies (8 %), Autriche (8 %), Auvergne (8 %), Provence (7 %), Suisse (7,5 %), montagnes de Bohème (5 à 10 %), Roumanie (6,5 %), Crète (8,5 %) et îles de la mer Égée (8,5 %).
On distingue plusieurs sous-groupes :
- rameau G2a1 (L293+) : presque exclusivement trouvé dans la région du Caucase, et très rarement ailleurs. Joseph Staline appartenait à cet haplogroupe ;
- rameau G2a2 (L223+) : assez rarement trouvé, surtout sur le pourtour méditerranéen et parfois en Grande-Bretagne. Ötzi appartient à cet haplogroupe ;
- rameau G2a3 (L30+, S126+, U8+), se divise en :
  - (M406) : le plus souvent rencontré (parmi le groupe G) en Anatolie et dans les régions montagneuses d'Europe du Sud. Il a été proposé que ces populations issues des premiers agriculteurs européens auraient pu se réfugier dans des régions montagneuses et reculées pour échapper aux invasions des peuples Indo-Européens (appartenant principalement à l'haplogroupe R1b) ;
  - (L141.1) : plus rare, uniformément trouvé à petite fréquence dans l'ensemble de l'Europe, y compris en Europe du Nord, Scandinavie et Russie. Il a été proposé que ce sous-groupe, originaire du Caucase, ait pu accompagner les Indo-Européens dans leur conquête de l'Europe.

### Sous-branche G2b
Les spécimens les plus anciens identifiés de l'haplogroupe G2b (également connu sous le nom de G-FGC7335) proviennent de la grotte de Wezmeh, située en Iran. L'analyse paléogénétique de ces restes humains indique qu'ils datent d'environ 7455 à 7082 ans avant notre ère. 
L'haplogroupe G2b (M377+) se rencontre de nos jours au Proche-Orient, principalement dans les populations juives, et chez les Pachtounes d'Afghanistan, qui sont un peuple de langue iranienne.